# Privategendom
Privategendom är en juridisk beteckning för icke-statliga juridiska personers ägande av egendom. Privat egendom kan särskiljas från statlig egendom, som ägs av stater, och från kollektivt eller kooperativ ägd egendom, som ägs av en grupper.
Privategendom och den systematiska mobiliseringen av människor inom ramen för lönearbete är grundläggande för kapitalismen, ett system för resursfördelning som grundar sig i att produktionsmedel och resurser inte är kollektivt utan enskilt ägda, och nyttjas i syfte att profitera. Skillnaden mellan privat och personlig egendom varierar beroende på vilken sorts politisk filosofi man föredrar, där socialistiska perspektiv gör en hård åtskillnad mellan dessa. Som ett juridiskt begrepp är både begreppet och dess reella vikt beroende av staters olika politiska system som ser till att privategendomen efterföljs.